# Zacharie l'escarcelle (nouvelle)
Zacharie l'escarcelle (en russe : Захар-Калита Zakhar-kalita) est une nouvelle d’Alexandre Soljenitsyne écrite en 1965 et publiée dans la revue russe Novy Mir en 1966. Elle a été publiée en France chez Julliard en 1971.

## Personnages
- Zacharie Dimitrich, gardien chargé de la surveillance du Champ de Koulikovo (le lieu de la bataille de Koulikovo).

## Éditions françaises
- Zacharie l'escarcelle, traduit par Lucile Nivat, Georges Nivat et Alfreda Aucouturier, Paris, Julliard, 1971 ; réédition, Paris, Union générale d'éditions, « 10/18 » no 738, 1972, 128 pages.
- Zacharie l'escarcelle (avec deux récits supplémentaires : Pour le bien de la cause et Quel dommage !), traduit par Lucile Nivat, Georges Nivat, Alfreda Aucouturier, Léon et Andrée Robel, Paris, Fayard, 2007, 198 pages.